# Thomas Stelzer (Basketballspieler)
Thomas Stelzer (* 17. Juli 1981 in Gmunden) ist ein österreichischer Basketballfunktionär und ehemaliger -spieler.

## Laufbahn
Stelzer wurde 1988 Mitglied der Swans Gmunden, ab 1998 spielte er mit der Kampfmannschaft in der Basketball-Bundesliga, 2005, 2006, 2007 und 2010 wurde er mit der Mannschaft Staatsmeister, 2003, 2004, 2008, 2010, 2011, 2012 zudem Pokalsieger. Mit den „Schwänen“ trat der 1,85 Meter große Aufbauspieler auch im Europapokal an. Als österreichischer Nationalspieler nahm der in Basketballerkreisen unter seinem Spitznamen „Billy“ bekannte Stelzer unter anderem an der B-Europameisterschaft 2005 teil, vorher war er Jugendnationalspieler.
Im Sommer 2017 übernahm er, der als Schiedsrichter Partien der 2. Bundesliga leitete, im Gespann mit Richard Poiger in Gmunden die Tätigkeit des Sportlichen Leiters, die zuvor jahrzehntelang Stelzers Vater Harald ausgeübt hatte.